# 레오니트 텔랴트니코프
레오니트 페트로비치 텔랴트니코프(러시아어: Леони́д Петро́вич Теля́тников, 우크라이나어: Леоні́д Петро́вич Теля́тніков 레오니드 페트로비치 텔랴트니코우[*], 1951년 1월 25일, 카자흐스탄 코스타나이 베덴카 ~ 2004년 12월 2일, 우크라이나 키예프)는 소련의 소방관이다. 소방관으로서는 장성급 장교까지 오른 고위급 인사이다.
그는 체르노빌 원자력 발전소 소방부서의 책임자이었으며 체르노빌 사고 당시 4호기의 소방팀에서 화재진압을 지휘했다. 텔랴트니코프가 지휘하는 소방팀은 방사선 위험에도 불구하고, 그들에게는 방사능 방호복 한 벌, 인공호흡기 및 작동되는 방사선량계가 없었다. 화재진압 이후 실시된 혈액 검사의 결과에서 그는 4,000mSv(밀리시버트)로 판정받았다.

## 생애 초반
카자흐스탄에서 태어나 고등학교를 졸업한 후 자동차 정비소에서 전기 기사로 잠깐 일을 했었다. 

## 소방관
그 이후 에카테린부르크의 소방학교에 진학한 후 졸업하여 소방 소위로임관했다.

### 카자흐스탄 근무
졸업 후 카자흐스탄에서 참모 보직인 코스타나이 소방 안전검사관으로 2년간 근무했다. 1973년 소련 루드니 집행위원회의 MVD로 재배치되어 소방대에서 소대장으로 1년간 근무했다. 1974년에 모스크바 소방 기술 아카데미에 입교하여 4년 후인 1978년 졸업했다. 이후 소방 중령으로 진급한 후 코스타나이 소방서장, 대대장으로 1978년부터 1980년까지 2년 동안 근무했다.

### 우크라이나 근무
이후 1980년 소방 대령으로 진급 후 임지를 키예프로 옮겼다. 그는 키예프로 옮긴 후 키예프 집행 위원회 ROVD 소방 안전 부서의 특수 물체 감독을 위한 그룹의 수석 엔지니어에 보직되었다. 1983년 소방 준장으로 진급하면서 키예프 소방서장, 사단장이 되었다.

### 체르노빌 원자력 발전소 사고

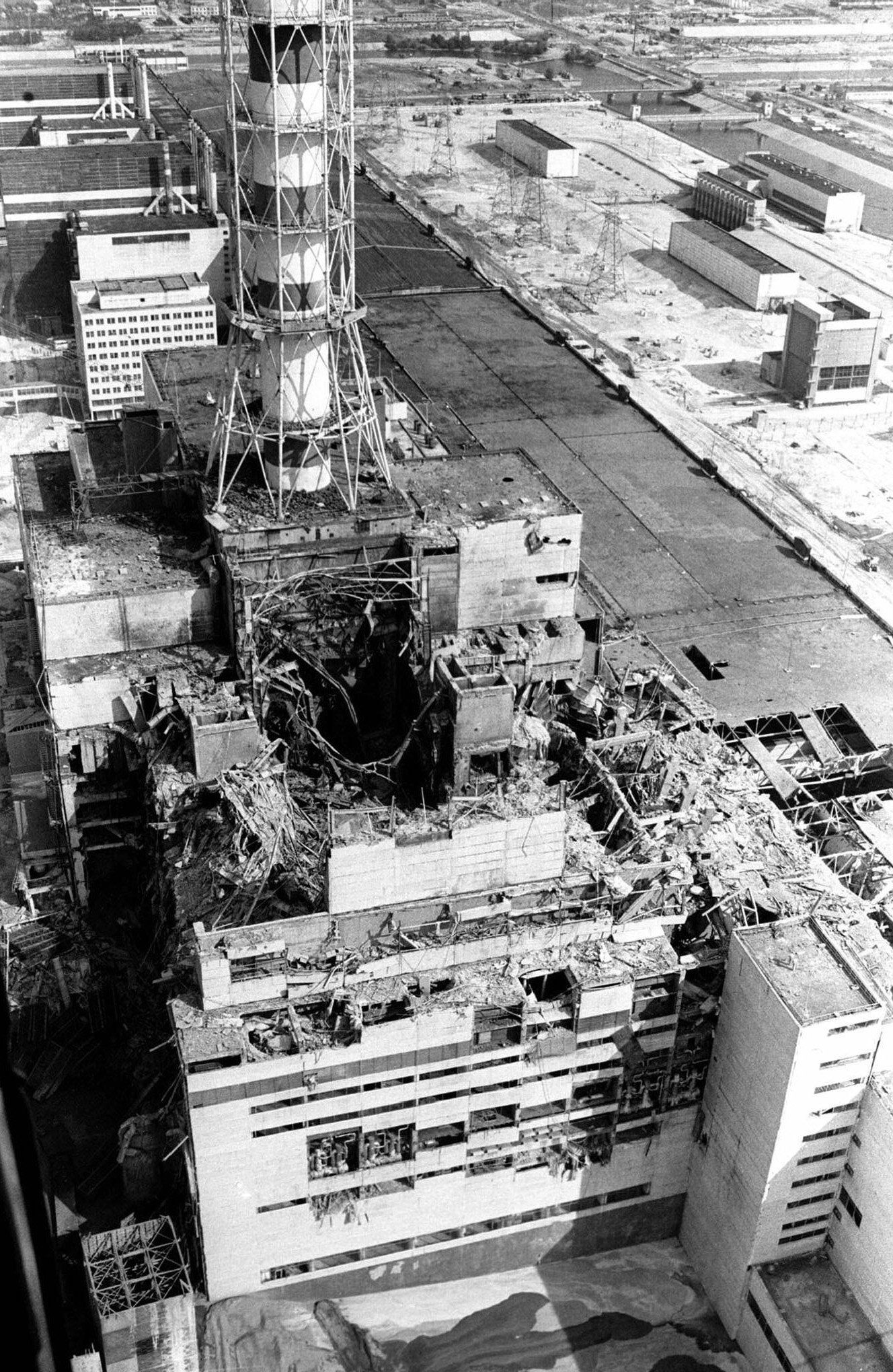
레오니트 텔랴트니코프는 사진 속 장소의 화재 진압을 지휘했다.

한 자료에 따르면, 텔랴트니코프는 1986년 4월에 발생한 폭발 후에 체르노빌 원자로에서 화재 진압을 이끌었다. 그때 텔랴트니코프는 체르노빌 원자력 발전소 소방부서의 책임자였다. 텔랴트니코프와 그의 부하들은 4,000mSv의 방사능 피폭을 무릅쓰고 화재 진압을 위해 체르노빌 원자력 발전소의 불타오르는 지붕 위로 기어 올라갔다.
레오니트 텔랴트니코프는 체르노빌 소방서의 지휘관으로 사고 당일이 자신의 비번이었다. 하지만 그는 프리피야티에 살고 있었고, 전화로 경보 신호를 받았다. 그는 그날 새벽 1시 32분에서 33분 사이 제복으로 갈아입고 전화로 부하들을 소집시킨 후 체르노빌로 충돌했다. 소방수들이 진압임무를 시작하고 나서 10분쯤 후(1시 45분)에 원자로에 도착하여 전반적인 지휘를 시작하였다. 텔랴트니코프는 3호기의 지붕에 올랐다. 지붕에는 적어도 5개의 불덩이가 있었지만, 원자로는 여전히 작동하고 있었다. 우선사항은 명백했다. 피해가 없는 원자로와 기계실의 화재를 진화하는 것이었다. 그들의 노력에도 불구하고, 키예프 소방여단이 교대를 위해 도착하기 전까지 불길이 번지는 것을 막는 데에는 실패하였다. 계속 화재 진압을 지휘하다가 2시 30분에 바실리 이그나텐코가 포함된, 최초 출동 소방관들에 대한 구조작업을 지시했으며 그 때 블라디미르 프레빅 소방 중위, 빅터 키베노크 소방중위, 바실리 이그나텐코 소방중사가 쓰러져 있는 것을 발견하고 텔랴트니코프는 이들을 신속히 구조했다. 그들의 팀장인 블라디미르 프레빅 소방 중위는 텔랴트니코프 소방 준장에게 발전소의 세 번째 발전소 지붕의 불이 꺼졌다고 보고했고, 텔랴트니코프는 그와 더불어 같이 있는 사람들의 몸 상태가 매우 심각하다고 같다고 판단해서 근처에 있는 구급차에 태워 대피하라고 명령했다. 그러나 그들 세 명은 응급처치와 최대한의 치료에도 불구하고 얼마 못 가 모두 사망했다.
3시 30분 경 텔랴트니코프도 점점 메스꺼워 하더니 결국 병원에 후송되었는데 텔랴트니코프 본인은 증상이 별로 없어 보여서 별 거 아니라고 생각했으나 사실 상당히 심각하게 피폭된 상태였다. 하지만 텔랴트니코프는 겉보기엔 얼마나 멀쩡했는지 담배를 피우며 농담을 할 정도였다.
1987년, 텔랴트니코프는 소련 영웅으로 임명되었다. 그의 부하 대원인 블라디미르 프라비크와 빅토르 키베노크도 사고 당시의 화재진압을 하다가 방사능 노출로 숨을 거두어 소련 영웅 지위가 수여되었다.

### 입원 및 치료
소련 정부 측에서는 이 사고의 실체와 재난의 범위, 최초 출동한 소방관들이 받은 방사선 부상의 심각성을 알기 시작하면서 텔랴트니코프와 다른 입원 소방관 및 공장 직원을 모스크바로 대피시키기로 결정했다. 텔랴트니코프는 버스를 타고 키예프의 보리스폴 공항으로 이동하고 그곳에서 비행기로 모스크바까지 가는 동안 그는 슬레드마쉬(원자력 에너지 부서)와 올 유니온 물리학 연구소가 운영하는 병원인 6번 병원으로 이송되었다.
이때까지 레오니트 텔랴트니코프는 방사선 노출로 인한 더 심각한 영향을 받기 시작했다. 프리피야트에서 키예프까지 버스로 이동하던 중 의식을 잃었고 상태는 계속 악화됐다. 그의 골수는 이온화 방사선에 의해 손상되어 백혈구 수를 낮추고 면역 체계를 약화시키고 세균 감염에 취약하게 만들었다 . 그는 섭씨 40도 이상의 고열에 시달렸고 폐와 호흡기에 염증이 생겼다. 그의 여동생과 아버지는 텔랴트니코프의 백혈구 수가 회복되지 않고 골수 이식을 시도해야 하는 것으로 판명될 경우 잠재적인 골수 기증자로 모스크바로 소환되었다.
그러나 텔랴트니코프는 증상이 호전되기 시작했다. 텔랴트니코프는 1986년 7월 격리병동에서 퇴원하여 폐를 감염으로부터 보호하기 위해 거즈마스크를 착용한 채 홀로 6호병원을 돌아다녔다. 이때 그는 부하들인 블라디미르 프라빅 소방 중위, 빅터 키베노크 소방 중위, 바실리 이그나텐코 소방 중사 등 소방관들의 사망 소식을 처음 들었다. 그는 1986년 8월까지 그곳에 머물렀다가 라트비아 해안의 휴양지로 옮겨 아내와 아이들과 함께 요양을 했다. 1986년 9월 5일에 그는 요양원에서 퇴원했다. 같은 달에 그는 카자흐스탄에 있는 부모님을 방문할 수 있었다. 그러나 입원 중 잦은 약물 복용으로 간에 부담이 컸고, 텔랴트니코프는 이 합병증을 치료하기 위해 1986년 말까지 세 번 병원을 방문했다. 1986년 12월 22일 7개월 간의 치료와 회복을 마치고 마지막으로 퇴원했다.

### 체르노빌 사고로부터 퇴직까지
회복과 해외 여행이 끝난 후 텔랴트니코프는 소방서에서 MVD 화재 테스트 연구소의 사령관으로 근무했다. 그는 1989년까지 이 직책을 역임했다. 그해 키예프 지역 집행 위원회 내무부 소방안전부 규제 및 기술부의 부국장으로 승진했다. 그는 1993년까지 소련이 해산될 때까지 이 직위를 유지했다.
새로 독립한 우크라이나에서 텔랴트니코프는 국가 소방대에서 더 높은 직위로 승진했다. 1993년에 그는 우크라이나 내무부 소방국장이 되었다. 그리고 1995년에 소방 소장으로 진급한 텔랴트니코프는 내무부 소방국 국장으로 승진하여 전체 우크라이나 국가 소방 장비의 사령관이 되었다. 텔랴트니코프는 같은 해에 제대했다.

### 소련 붕괴 이후
퇴역 후 1998년에 텔랴트니코프는 키예프의 의용소방대를 이끌었고, 청소년 소방의용대 프로그램을 설계했다. 그는 53세의 나이에 방사능 피폭으로 인한 암으로 인하여 사망하였다. 2006년 4월 25일 체르노빌 사고 20주년 행사에서, 텔랴트니코프가 묻힌 키예프의 바이코베 묘지에서 그의 기념비가 건립되었다.

## 그의 부하들
- 소방 중위 블라디미르 프레빅
- 소방 중위 빅터 키베노크
- 소방 중사 바실리 이그나텐코
- 소방 중사 니콜라이 티테노크
- 소방 병장 블라디미르 티시츄라
- 소방 병장 미콜라 바스추크

## 수상
| width:60}} | 소련 영웅            |
|            | 레닌 훈장            |
|            | 우크라이나 용기 훈장 |
|            | 적기훈장             |

## 같이 보기
- 체르노빌 사고
- 체르노빌 사고 사망자 명단
- 아나톨리 댜틀로프